# Rivellia anomala
Rivellia anomala är en tvåvingeart som beskrevs av Friedrich Georg Hendel 1914. Rivellia anomala ingår i släktet Rivellia och familjen bredmunsflugor. Inga underarter finns listade i Catalogue of Life.